# Mortimer Wheeler
Robert Eric Mortimer Wheeler (Glásgua, 10 de setembro de 1890 – Leatherhead, 22 de julho de 1976) foi um dos principais arqueólogos britânicos do século XX, criador do método estratigráfico para escavações e estudo de sítios arqueológicos.

## Biografia
foi um arqueólogo britânico e oficial do Exército britânico. Ao longo de sua carreira, atuou como Diretor do Museu Nacional do País de Gales e do Museu de Londres, Diretor-Geral do Archaeological Survey of India e fundador e Diretor Honorário do Institute of Archaeology de Londres, além de escrever vinte e quatro livros sobre assuntos arqueológicos.
Nascido em Glásgua em uma família de classe média, foi criado principalmente no Condado de Iorque antes de se mudar para Londres na adolescência. Depois de estudar clássicos na University College London (UCL), começou a trabalhar profissionalmente na arqueologia, com especialização no período romano-britânico. Durante a Primeira Guerra Mundial, se ofereceu para servir na Royal Artillery, estando estacionado na Frente Ocidental, onde subiu ao posto de major e foi condecorado com a Cruz Militar. Retornando à Grã-Bretanha, obteve seu doutorado na UCL antes de assumir uma posição no Museu Nacional de Gales, primeiro como Guardião de Arqueologia e depois como Diretor, durante o qual supervisionou as escavações nos fortes romanos de Segôncio, Y. Gaer e Isca Augusta com a ajuda de sua primeira esposa, Tessa Wheeler. Influenciado pelo arqueólogo Augustus Pitt Rivers, argumentou que a escavação e o registro do contexto estratigráfico exigiam uma abordagem cada vez mais científica e metódica, desenvolvendo o " método Wheeler". Em 1926, foi nomeado curador do Museu de Londres; lá, supervisionou uma reorganização da coleção, fez lobby com sucesso para aumentar o financiamento e começou a lecionar na UCL.
Em 1934, fundou o Institute of Archaeology como parte da Universidade de Londres, assumindo o cargo de Diretor Honorário. Nesse período, supervisionou as escavações dos sítios romanos no Parque de Lydney e Verulâmio e o forte na colina da Idade do Ferro do Castelo de Maiden. Durante a Segunda Guerra Mundial, voltou às Forças Armadas e subiu ao posto de brigadeiro, servindo na Campanha do Norte da África e depois na invasão Aliada da Itália. Em 1944, foi nomeado Diretor-Geral da Pesquisa Arqueológica da Índia, por meio da qual supervisionou as escavações de sítios em Harapa, Aricamedu e Bramaguiri, e implementou reformas no estabelecimento arqueológico do subcontinente. Retornando à Grã-Bretanha em 1948, dividiu seu tempo entre lecionar para o Instituto de Arqueologia e atuar como consultor arqueológico do governo do Paquistão. Mais tarde, seus livros populares, palestras em navios de cruzeiro e aparições no rádio e na televisão, particularmente na série da BBC Animal, Vegetable, Mineral?, ajudou a levar a arqueologia para um público de massa. Nomeado secretário honorário da Academia Britânica, arrecadou grandes somas de dinheiro para projetos arqueológicos e foi nomeado representante britânico em vários países em projetos da UNESCO.
Wheeler é reconhecido como um dos mais importantes arqueólogos britânicos do século XX, responsável por encorajar com sucesso o interesse público britânico na disciplina e avançar nas metodologias de escavação e registro. Além disso, é amplamente aclamado como uma figura importante no estabelecimento da arqueologia do sul da Ásia. No entanto, muitas de suas interpretações específicas de sítios arqueológicos foram desacreditadas ou reinterpretadas e foi frequentemente criticado por intimidar colegas e assediar sexualmente mulheres jovens.

## Recepção e legado
"Foi um verdadeiro inovador em arqueologia, um professor inspirado, [e] possuía dons dramáticos que o capacitaram a espalhar seu próprio entusiasmo entre multidões. Desenvolveu poderes de comando e administração criativa que lhe trouxeram sucessos extraordinários na dinamização de instituições débeis e na criação novos."

— Jacquetta Hawkes, 1982.

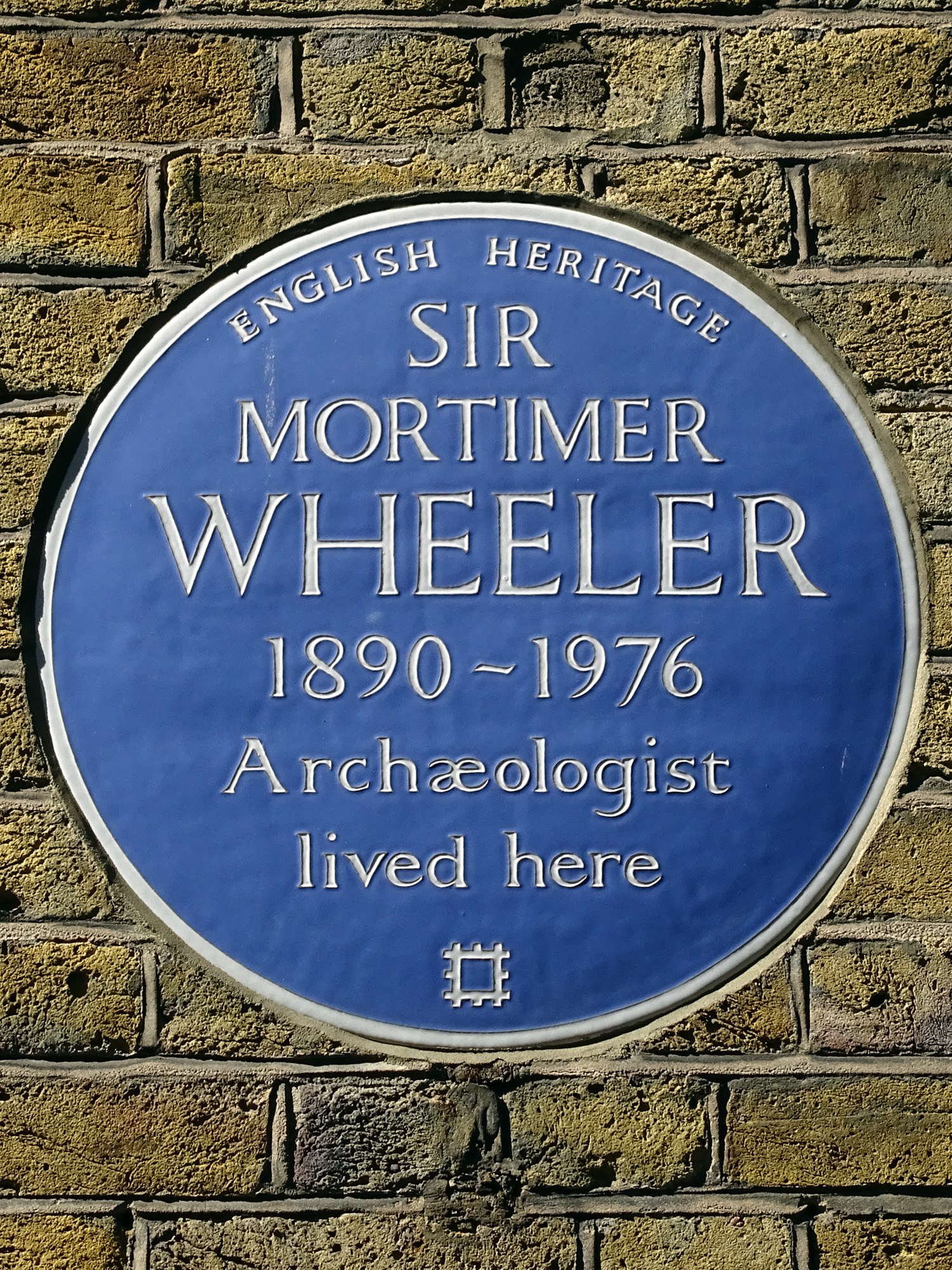
Placa posta na casa de Mortimer Wheeler, dizendo “O senhor Mortimer Wheeler 1890 - 1976 arqueólogo viveu aqui”

Wheeler foi denominado "o mais famoso arqueólogo britânico do século XX" pelos arqueólogos Gabriel Moshenska e Tim Schadla-Hall. Destacando seu papel-chave em encorajar o interesse pela arqueologia em toda a sociedade britânica, afirmaram que seu "domínio da arqueologia pública foi fundado em seu olho aguçado para o valor e na vontade de um showman de empacotar e vender o passado".
Piggott acreditava que o maior impacto de Wheeler foi como "o grande inovador nas técnicas de campo", comparando-o neste aspecto a Pitt-Rivers. Piggott afirmou que a "importância da contribuição de Wheeler para a técnica arqueológica, enorme e de longo alcance, reside no fato de que no início dos anos 1920 não apenas apreciou e compreendeu o que Pitt-Rivers havia feito, mas viu que seu trabalho poderia ser usado como base para adaptação, desenvolvimento e melhoria. "L.C. Carr afirmou que foi por seus desenvolvimentos metodológicos, frequentemente denominado "o Método Wheeler", que ficou mais conhecido; nisso ela o contrastou com aqueles arqueólogos que eram mais conhecidos por suas associações com um sítio arqueológico específico, ou Leonard Woolley e Ur.
Wheeler era bem conhecido por suas publicações sobre questões arqueológicas; Carr afirmou que Wheeler e sua primeira esposa enfatizaram "o rigor técnico e uma apresentação completa dos materiais descobertos, bem como uma discussão literária de seu significado calculada para atrair um público maior".